# Alchymist Prehistoric Park
O Alchymist Prehistoric Park é um parque temático de dinossauros localizado no bairro Lagoa do Banana, município de Caucaia, estado do Ceará, a cerca de 30 quilômetros da capital cearense, Fortaleza, sendo um destino turístico do litoral do Nordeste do Brasil.
Inaugurado em 26 de julho de 2024, o parque conta com mais de 60 réplicas animatrônicas de dinossauros em tamanho real, que podem chegar a 20 metros de altura, distribuídos em mais de um quilômetro de trilhas em meio a uma floresta.
Além do parque temático de dinossauros e do Alchymist Lagoa Encantada, ambos localizados em Caucaia, o Grupo Alchymist possui mais empreendimentos no Ceará: o Alchymist Beach Club, o Alchymist The Crystal Lagoon, os resorts de multipropriedade Alchymist Luxury Jeri e Vila da Amizade Resort, todos em Jericoacoara. E também um empreendimento no exterior, o premiado Alchymist Grand Hotel em Praga, na República Tcheca.

## História
Em julho de 2023 foi anunciado pelo Grupo Alchymist a construção de parque temático de dinossauros no município de Caucaia, Região Metropolitana de Fortaleza, em uma área de cerca de 10 hectares, localizada ao lado do Alchymist Lagoa Encantada, outro empreendimento do grupo. O investimento total para a construção do parque girou em torno de R$ 12 milhões.
Após alguns meses de construção, o Alchymist Prehistoric Park foi apresentado em evento para imprensa e influenciadores no dia 25 de julho de 2024, sendo aberto para o público geral no dia seguinte.

## Principais Atrações
Entre os dinossauros do catálogo do parque estão nomes como o Gnathovorax, Dilophosaurus, Velociraptor, Allosaurus, Tiranossauro Rex e Oviraptor. Um dos principais destaques da exposição, porém, é o Argentinosaurus, espécie herbívora que é reproduzida com 38 de metros de comprimento e 20 metros de altura.